# Live Intrusion
Live Intrusion (рус. «Живое Вторжение») — концертное видео группы Slayer, выпущенное в 1995 году.

## Об альбоме
Запись Live Intrusion состоялась в амфитеатре города Меса, штат Аризона, 12 марта 1995 года. Этот концерт был последним в рамках тура в поддержку альбома Divine Intervention. Выступление было снято на видеоплёнку. В дополнение к живому исполнению песен, в состав видео вошли фрагменты, записанные с группой за кулисами, включая автограф-сессию и общение с музыкантами.
Группа исполнила 15 композиций, включая четыре песни с недавно вышедшей пластинки Divine Intervention. Также в сет-лист попала кавер-версия песни Venom «Witching Hour», исполненная вместе с Крисом Контосом и Роббом Флинном из Machine Head.
Видео было впервые выпущено в 1995 году на лейбле American Recordings на VHS. В 2010 году концерт был переиздан на DVD вместе с другими живыми записями группы, такими как War At The Warfield (2003) и Still Reigning (2004).

## Список композиций
1. «Raining Blood»
2. «Killing Fields»
3. «War Ensemble»
4. «At Dawn They Sleep»
5. «Divine Intervention»
6. «Dittohead»
7. «Captor of Sin»
8. «213»
9. «South of Heaven»
10. «Sex. Murder. Art.»
11. «Mandatory Suicide»
12. «Angel of Death»
13. «Hell Awaits»
14. «Witching Hour»
15. «Chemical Warfare»

## Участники записи
Slayer
- Том Арайа — бас, вокал, продюсер
- Джефф Ханнеман — гитара
- Керри Кинг — гитара, продюсер
- Пол Бостаф — барабаны

Приглашённые музыканты
- Крис Контос (Machine Head)
- Робб Флинн (Machine Head)

Производство
- Филл Такетт — режиссёр
- Рик Рубин — эксклюзивный продюсер
- Дэкстер Гресч — редактор
- Том Панунцио — микширование
- Уэс Бенскотер — обложка
- Нил Злозовер — фотограф
- Кевин Эстрада — оператор
- Дирк Уолтер — дизайн